# Ataque Neo-Indio
|       |       |       |       |       |       |       |       |       |  |
|       | a8 rd | b8 nd | c8 bd | d8 qd | e8 kd | f8 bd | g8    | h8 rd |  |
| a7 pd | b7 pd | c7 pd | d7 pd | e7    | f7 pd | g7 pd | h7 pd |       |  |
| a6    | b6    | c6    | d6    | e6 pd | f6 nd | g6    | h6    |       |  |
| a5    | b5    | c5    | d5    | e5    | f5    | g5 bl | h5    |       |  |
| a4    | b4    | c4 pl | d4 pl | e4    | f4    | g4    | h4    |       |  |
| a3    | b3    | c3    | d3    | e3    | f3    | g3    | h3    |       |  |
| a2 pl | b2 pl | c2    | d2    | e2 pl | f2 pl | g2 pl | h2 pl |       |  |
| a1 rl | b1 nl | c1    | d1 ql | e1 kl | f1 bl | g1 nl | h1 rl |       |  |
|       |       |       |       |       |       |       |       |       |  |

El Ataque Neo-Indio (ECO E00) (también conocido como ataque Seirawan) es una apertura de ajedrez en la que la fijación del caballo f6 es similar al Ataque Torre, pero mientras que la Torre es bastante común, el Neoindio rara vez se juega. La orden de movimiento ha sido utilizada por jugadores como David Janowski contra Edward Lasker en la ciudad de Nueva York en 1922.
Se caracteriza por los movimientos:
1. d4 Cf6
2. c4 e6
3. Ag5
Las respuestas más comunes de las piezas negras son:
- 3 ... h6 que obliga al alfil a moverse nuevamente, y a diferencia del Ataque Trompowsky, 4.Axf6 no saldrá de negro con peón doblado.
- 3... Ab4+ que puede transponerse a la variante Leningrado de la Defensa Nimzoindia después de 4.Cc3 o conducir a variaciones únicas después de 4.Cd2.
- 3... c5 4.d5
- 3... Ae7